# شهرستان داوچنگ
شهرستان داوچنگ (به لاتین: Daocheng County) یک منطقهٔ مسکونی در چین است که در ولایت خودمختار گارزئی تبتی واقع شده‌است. شهرستان داوچنگ ۷٬۳۲۵٫۵ کیلومتر مربع مساحت و ۳۱٬۱۱۳ نفر جمعیت دارد و ۳٬۷۵۳ متر بالاتر از سطح دریا واقع شده‌است.